# Gra w klasy (zabawa)

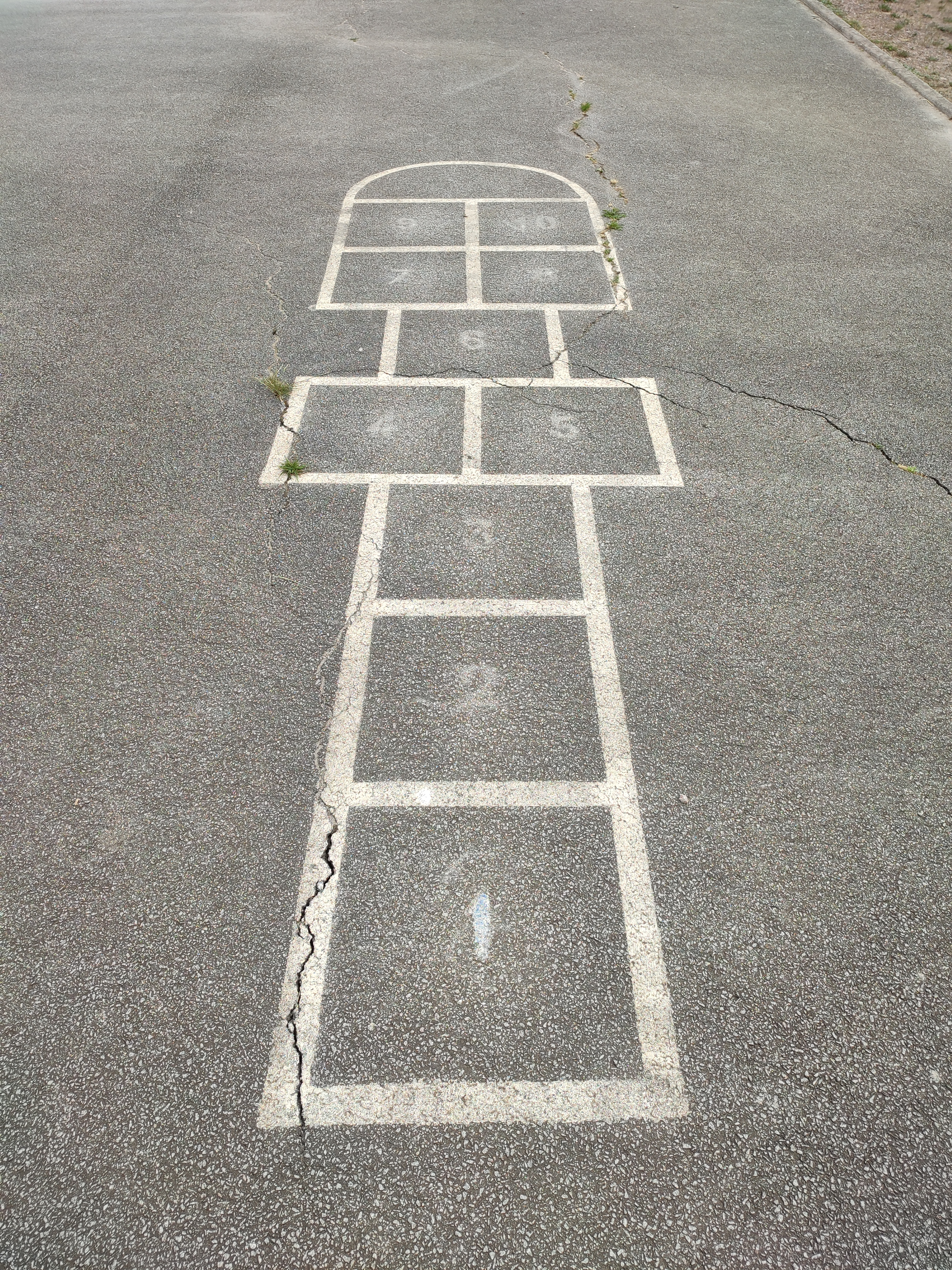
Plansza do gry w klasy

Gra w klasy – podwórkowa zabawa dla dzieci. Twórca, ani dokładny czas powstania gry nie są znane.

## Zasady gry
Minimalna liczba uczestników gry wynosi 2 osoby. Polega ona na narysowaniu kredą na ziemi, z zasady dziewięciu, kolejno ponumerowanych pól, lecz liczba pól jest dowolna – może zmniejszać się lub zwiększać. Grę rozpoczyna rzut kamieniem, który musi trafić w pierwsze pole. Jeśli kamień nie trafi w pierwsze pole, to oznacza to, że kolejka jest stracona. Następnie, należy skakać na jednej nodze w taki sposób, aby nie nadepnąć na żadną z narysowanych linii pól i ponownie wykonać rzut kamieniem, trafiając w drugie pole, itd. Wygrana oznacza bezbłędne przeskoczenie wszystkich pól. Istnieje wiele wariantów gry w klasy, które mogą być ustalane przez uczestników.

## Geneza
Gra w klasy wywodzi się ze starożytnego Rzymu, kiedy to żołnierze korzystali z podobnych zasad gry, w celu trenowania zręczności, zwinności, równowagi. W latach 70. i 80. gra w klasy zyskała na dużej popularności – to właśnie wtedy dzieci, spędzając większość czasu wolnego na dworze, nie mając dostępu do nowoczesnej technologii, bawiły się w klasy.

## Nawiązania w kulturze
- Powieść „Gra w klasy” autorstwa Julia Cortázara
- Film komediowo-sensacyjny „Gra w klasy” w reżyserii Ronalda Neame’a